# Hold My Hand (Michael Jackson)
Hold My Hand is een nummer van de Amerikaanse artiest Michael Jackson in duet met Akon.
Het nummer werd opgenomen in 2007 en een jaar later lekte het nummer uit op het internet. Op 15 november werd het nummer uitgebracht als de eerste single van het album Michael, dat iets later verscheen. Na één dag was het nummer op YouTube al meer dan 500.000 keer bekeken.
De cover van de single verscheen op 15 november 2010. Op de cd-hoes staan twee personen die elkaars hand vastnemen en zo de letter M van Michael vormen. Er is geen spoor van Michaels lichaam of hoofd te bekennen. Hold My Hand was de eerste single van het album Michael.
De regisseur van de muziekvideo was Mark Pellington. De clip is een spirituele collage van Jacksons hele oeuvre, verteld aan de hand van een visueel mozaïek van verschillende levensthema's. De muziekvideo werd opgenomen op 20 november 2010 en werd op 9 december om middernacht over heel de wereld  gelanceerd.

## Achtergrond
- 2007 - Akon wordt door Jackson uitgenodigd voor het opnemen van nummers van het album Thriller 25. Akon heeft een idee voor een nummer getiteld "Hold My Hand".
- 2008 - Michael en Akon zingen "Hold My Hand" in. Later dat jaar lekt het nummer uit.
- 2010 - Het nummer wordt klaargemaakt voor Jacksons postume album Michael.
- 2011 - "Hold My Hand" wordt ook uitgegeven op een nieuwe cd van Akon.

## Single
In Oostenrijk, Verenigde Staten, Frankrijk en Duitsland werd het nummer ook uitgegeven als cd. In de overige landen kon men het nummer enkel downloaden.
- Europese cd-single

1. "Hold My Hand" (Album Version)
2. "Hold My Hand" (Vocals & Orchestra)
3. "Hold My Hand" (Alternate Mix)
4. "Hold My Hand" (Instrumental)

- Promotie-cd

1. "Hold My Hand" - 3:32

## Data van uitgave
| Land                 | Datum            | Uitgave   |
| -------------------- | ---------------- | --------- |
| Oostenrijk           | 15 november 2010 | Download  |
| Frankrijk            | 15 november 2010 | Download  |
| Nieuw-Zeeland        | 15 november 2010 | Download  |
| Australië            | 15 november 2010 | Download  |
| België               | 15 november 2010 | Download  |
| Nederland            | 15 november 2010 | Download  |
| Zweden               | 15 november 2010 | Download  |
| Duitsland            | 15 november 2010 | Download  |
| Denemarken           | 15 november 2010 | Download  |
| Spanje               | 15 november 2010 | Download  |
| China                | 17 november 2010 | Download  |
| Polen                | 18 november 2010 | Download  |
| Verenigde Staten     | 18 november 2010 | Download  |
| Oostenrijk           | 3 december 2010  | Cd-single |
| Duitsland            | 3 december 2010  | Cd-single |
| Verenigde Koninkrijk | 5 december 2010  | Download  |
| Verenigde Koninkrijk | 6 december 2010  | Cd-single |
| Frankrijk            | 6 december 2010  | Cd-single |

## Hitnoteringen

### Nederlandse Top 40
| Positie: | 33 | 32 | 32 | 28 | 35 | uit |

### NederlandseSingle Top 100
| Hitnotering: (Week 1 t/m 3) 20-11-2010 t/m 04-12-2010 Hitnotering (Week 4 t/m 8) 18-12-2010 t/m 15-01-2011 | Hitnotering: (Week 1 t/m 3) 20-11-2010 t/m 04-12-2010 Hitnotering (Week 4 t/m 8) 18-12-2010 t/m 15-01-2011 | Hitnotering: (Week 1 t/m 3) 20-11-2010 t/m 04-12-2010 Hitnotering (Week 4 t/m 8) 18-12-2010 t/m 15-01-2011 | Hitnotering: (Week 1 t/m 3) 20-11-2010 t/m 04-12-2010 Hitnotering (Week 4 t/m 8) 18-12-2010 t/m 15-01-2011 | Hitnotering: (Week 1 t/m 3) 20-11-2010 t/m 04-12-2010 Hitnotering (Week 4 t/m 8) 18-12-2010 t/m 15-01-2011 | Hitnotering: (Week 1 t/m 3) 20-11-2010 t/m 04-12-2010 Hitnotering (Week 4 t/m 8) 18-12-2010 t/m 15-01-2011 | Hitnotering: (Week 1 t/m 3) 20-11-2010 t/m 04-12-2010 Hitnotering (Week 4 t/m 8) 18-12-2010 t/m 15-01-2011 | Hitnotering: (Week 1 t/m 3) 20-11-2010 t/m 04-12-2010 Hitnotering (Week 4 t/m 8) 18-12-2010 t/m 15-01-2011 | Hitnotering: (Week 1 t/m 3) 20-11-2010 t/m 04-12-2010 Hitnotering (Week 4 t/m 8) 18-12-2010 t/m 15-01-2011 | Hitnotering: (Week 1 t/m 3) 20-11-2010 t/m 04-12-2010 Hitnotering (Week 4 t/m 8) 18-12-2010 t/m 15-01-2011 | Hitnotering: (Week 1 t/m 3) 20-11-2010 t/m 04-12-2010 Hitnotering (Week 4 t/m 8) 18-12-2010 t/m 15-01-2011 |
| Week: | 1 | 2 | 3 | | 4 | 5 | 6 | 7 | 8 | |
| --- | --- | --- | --- | --- | --- | --- | --- | --- | --- | --- |
| Positie:                                                                                                   | 28 | 51 | 76 | uit | 27 | 39 | 45 | 41 | 61 | uit |

### VlaamseUltratop 50
| Hitnotering: 27-11-2010 t/m 05-02-2011 | Hitnotering: 27-11-2010 t/m 05-02-2011 | Hitnotering: 27-11-2010 t/m 05-02-2011 | Hitnotering: 27-11-2010 t/m 05-02-2011 | Hitnotering: 27-11-2010 t/m 05-02-2011 | Hitnotering: 27-11-2010 t/m 05-02-2011 | Hitnotering: 27-11-2010 t/m 05-02-2011 | Hitnotering: 27-11-2010 t/m 05-02-2011 | Hitnotering: 27-11-2010 t/m 05-02-2011 | Hitnotering: 27-11-2010 t/m 05-02-2011 | Hitnotering: 27-11-2010 t/m 05-02-2011 | Hitnotering: 27-11-2010 t/m 05-02-2011 | Hitnotering: 27-11-2010 t/m 05-02-2011 |
| Week:                                  | 1                                      | 2                                      | 3                                      | 4                                      | 5                                      | 6                                      | 7                                      | 8                                      | 9                                      | 10                                     | 11                                     |                                        |
| -------------------------------------- | -------------------------------------- | -------------------------------------- | -------------------------------------- | -------------------------------------- | -------------------------------------- | -------------------------------------- | -------------------------------------- | -------------------------------------- | -------------------------------------- | -------------------------------------- | -------------------------------------- | -------------------------------------- |
| Positie:                               | 27                                     | 25                                     | 41                                     | 13                                     | 10                                     | 16                                     | 18                                     | 21                                     | 34                                     | 45                                     | 44                                     | uit                                    |